# Isidoro Hernández Tortosa
Isidoro Hernández Tortosa fue un político español.

## Biografía
Miembro del Partido Comunista de España (PCE), tras el estallido de la Guerra civil se unió a las fuerzas republicanas. Posteriormente pasó a formar parte del comisariado político del Ejército Popular de la República. A lo largo de la contienda ejerció como comisario de las brigadas mixtas 4.ª y 57.ª, así como de la 15.ª División.
Tras el final de la contienda sería encausado por el Tribunal para la Represión del Masonería y el Comunismo.